# Сергеевский (Краснодарский край)
Сергеевский — хутор в Гулькевичском районе Краснодарского края России. Входит в состав Скобелевского сельского поселения.

## Население
| 2002 | 2010 |
| ---- | ---- |
| 60   | ↘35  |

## Улицы
- ул. Красноармейская[5].